# Марсала
Марсала (итал. Marsala) град је у југозападној Италији. Град је највеће насеље округа Трапани у оквиру италијанске покрајине Сицилија. Међутим, положај седишта округа има оближњи Трапани.
Марсала је најистуренији град Италије ка југозападу. Град је познат је као место порекла вина марсала.

## Географија
Град Марсала налази се у југозападном делу Италије, на 130 км југозападно од Палерма. Код Марсале се спајају Тиренско и Средоземно море. Град се сместио на месту где се завршава приобална равница западне Сицилије, која на источно прелази у побрђе.
| Клима (Марсала)    | Клима (Марсала) | Клима (Марсала) | Клима (Марсала) | Клима (Марсала) | Клима (Марсала) | Клима (Марсала) | Клима (Марсала) | Клима (Марсала) | Клима (Марсала) | Клима (Марсала) | Клима (Марсала) | Клима (Марсала) | Клима (Марсала) |
| Показатељ \ Месец  | .Јан.           | .Феб.           | .Мар.           | .Апр.           | .Мај.           | .Јун.           | .Јул.           | .Авг.           | .Сеп.           | .Окт.           | .Нов.           | .Дец.           | .Год.           |
| ------------------ | --------------- | --------------- | --------------- | --------------- | --------------- | --------------- | --------------- | --------------- | --------------- | --------------- | --------------- | --------------- | --------------- |
| [ тражи се извор ] |                 |                 |                 |                 |                 |                 |                 |                 |                 |                 |                 |                 |                 |

## Становништво
Према резултатима пописа становништва 2011. у општини је живело 80.218 становника.
| 1931.  | 1936.  | 1951.  | 1961.  | 1971.  | 1981.  | 1991.  | 2001.  | 2011.  |
| ------ | ------ | ------ | ------ | ------ | ------ | ------ | ------ | ------ |
| 52.804 | 57.171 | 68.886 | 74.786 | 73.492 | 79.175 | 80.177 | 77.784 | 80.218 |

Марсала данас има око 82.000 становника, махом Италијана. Пре пола века град је имао 50% мање становника него сада. Последњих деценија број становника у граду стагнира.

## Привреда
Главна грана градске привреде је поморство и роболов. Ту је и соларство, развијено у оближњим соланама.

## Партнерски градови
- Ниса

## Галерија
- Градске солане, симбол града
- Градска катедрала
- Улица старе Марсале
- Врата старог града